# KV45
Ngôi mộ KV45 là một ngôi mộ Ai Cập cổ. Nằm trong Thung lũng của các vị Vua ở Ai Cập, nó đã được sử dụng cho việc chôn cất quý tộc Userhet của Triều đại thứ Mười Tám.

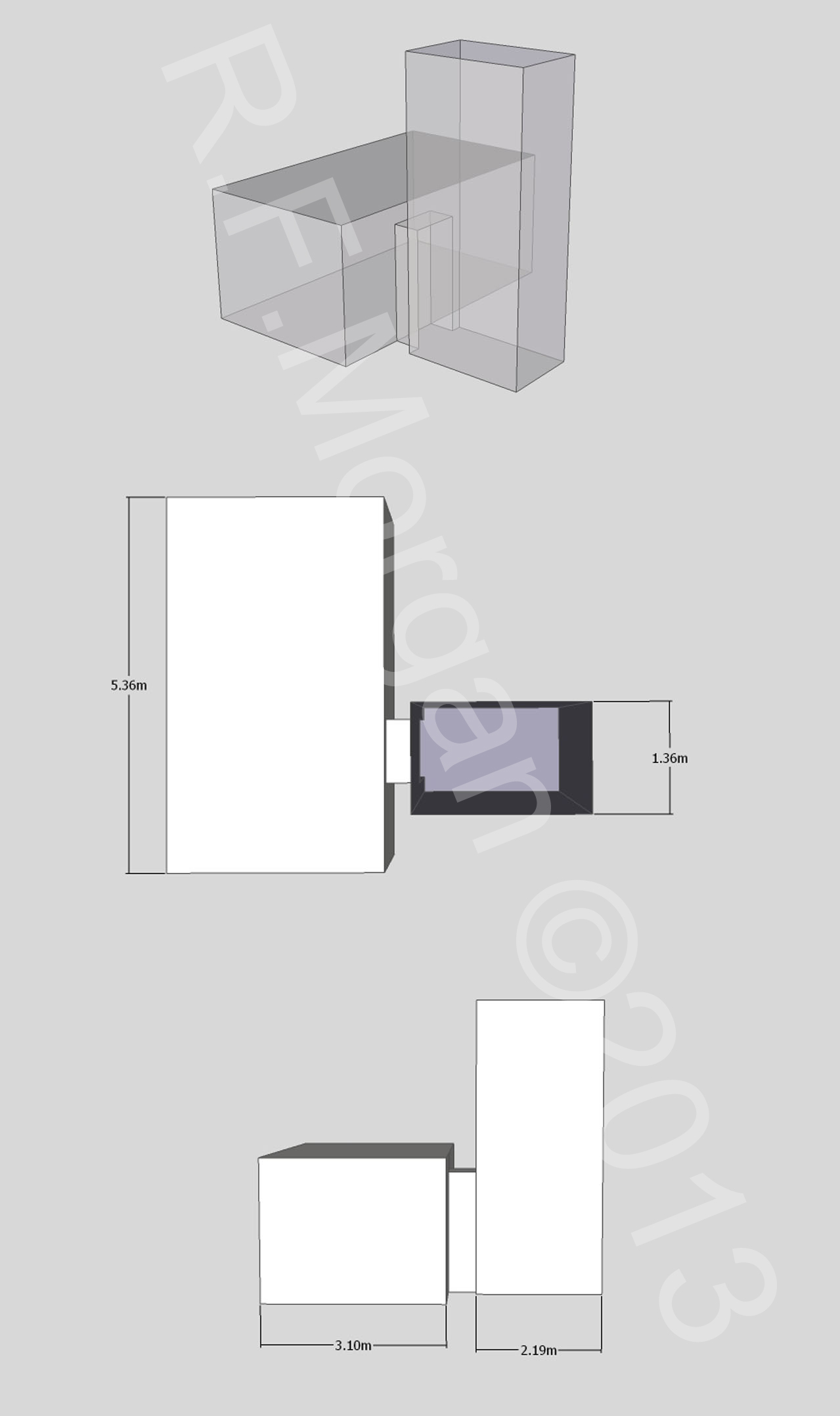
Hình ảnh của KV45 lấy từ một mô hình 3d

Userhet là một đốc công của vị thần gió Amun. Những ngôi mộ đó được sử dụng trong 22 Triều đại của các người giữ cửa cho dòng họ của Amun tên là Mereskhons.
KV45 là một trong số bốn ngôi mộ được sử dụng bởi các quan chức. Những cái khác đang sử dụng tương tự là KV36 (của Maiherpri, một quý tộc thời Thutmosis IV), KV46 (của Yuya và Tjuyu, cha mẹ của nữ hoàng) và KV48 (của Amenemipet còn gọi là Pairy, một tể tướng từ thời của Amenhotep II và Thutmosis IV).

## Bản đồ vị trí các ngôi mộ
|  | Chủ đề Ai Cập cổ đại |